# Kazerun
Kazerun (perski: كازرون) – miasto w Iranie. W 2005 r. miasto to zamieszkiwało 89 013 osób.
Miasto jest ośrodkiem handlowym regionu rolniczego.